# Bataille de Madawaya
Insurrection de Boko Haram
La bataille de Madawaya a lieu les 10 et 11 mai 2016 pendant l'insurrection de Boko Haram.

## Déroulement
La nuit du 10 au 11 mai 2016, l'armée camerounaise mène avec un millier de soldats une opération contre les djihadistes de Boko Haram — également appelé l'État islamique en Afrique de l'Ouest — dans la forêt de Madawaya, au Nigeria, à 7 kilomètres de la frontière avec le Cameroun.
L'opération est menée par les « Forces Spéciales de Défense camerounaises, sous la bannière du secteur 1 de la Force Mixte Multinationale, appuyée par les opérations Alpha et Emergence 4 ». Les soldats camerounais détruisent trois camp de Boko Haram et délivrent 46 otages nigérians et camerounais, dont 18 femmes et 28 enfants,.

## Les pertes
Selon les déclarations d'Issa Tchiroma-Bakary, porte-parole du gouvernement du Cameroun, 58 djihadistes sont tués pendant le combat et cinq autres sont faits prisonniers, dont un émir, Bukar Kawu,.
Les soldats camerounais saisissent également trois fusils d'assaut AK-47, deux fusils d'assaut FAL, 18 armes de chasse et de traite, 12 boîtes de chargeurs, 211 munitions de divers calibres, des arcs, des sabres, des lances, des flèches, des haches et des couteaux.
Officiellement, les forces camerounaises ne déplorent aucune perte. Le 13 mai, à Yaoundé, le Cameroun rend cependant hommage à 13 soldats tués pendant les opérations « Emergence 4 » et « Alpha »,.